# Стегалл, Зали
За́ли Сте́галл (англ. Zali Steggall, род. 16 апреля 1974 года в Мэнли, Сидней, Новый Южный Уэльс, Австралия) — австралийская горнолыжница, бронзовый призёр Олимпийских игр 1998 года в слаломе, чемпионка мира 1999 года в слаломе. На парламентских выборах 2019 года победила как независимый кандидат с экологической повесткой бывшего премьер-министра Тони Эббота, представлявшего избирательный округ на протяжении 25 лет.

## Карьера
Зали Стегалл родилась 16 апреля 1974 года в Мэнли, пригороде австралийского Сиднея в спортивной семье. Её дед занимался регби в Австралии, брат Зак — профессиональный сноубордист. Когда Зали было четыре года её семья переехала во Францию. Там она и впервые стала кататься на лыжах в окрестностях Морзина, что в Верхней Савойе. В 1988 году австралийка вернулась на родину и получила образование сиднейской школе для девочек, однако про любовь к горным лыжам она не забывала и регулярно ездила тренироваться в Европу к австрийскому специалисту Гельмуту Шпиглю (нем. Helmut Spiegl).
В 1992 году, в возрасте 18 лет, Зали Стегалл дебютирует на Олимпийских Играх в Альбервилле. Она заняла 23 место в гигантском слаломе, а в слаломе и комбинации ей финишировать не удалось. Два года спустя, на Олимпийских Играх в Лиллихамере, Зали покорилось 22 место в слаломе и 24 гигантском слаломе.
В декабре 1995 года, в австрийском Санкт-Антоне австралийка впервые попала в десятку лучших на этапе Кубка Мира.
В начале сезона 1997/1998 Зали впервые выигрывала этап Кубка Мира — первая победа пришла в любимом слаломе на этапе в американском Парк-Сити. Это сделало её первой австралийской победительницей этапа кубка мира по горным лыжам. А на Олимпиаде в Нагано Зали Стегалл выигрывала бронзовую медаль также в слаломе, проиграв только немке Хильде Герг и итальянке Деборе Компаньони.
В 1999 году в американском Вейле на чемпионате мира Стегалл выиграла первую золотую медаль чемпионатов мира по горным лыжам в истории Австралии. Однако, на церемонии награждения в честь победительницы прозвучал гимн Армении, на следующий организаторы исправили ошибку. Однако после этого её карьера пошла на спад. Спустя год Зали последний раз попала в десятку лучших, а закончила карьеру на Олимпийских Играх в Солт-Лейк-Сити бесславно сойдя в первом раунде соревнований. Во многом, ухудшение результатом было связано с тем, что австралийка не смогла приспособиться к новым слаломным лыжам, которые были введены после очередной коррекции регламента со стороны FIS.

## Личная жизнь
В сентябре 1999 года Зали Стегалл вышла замуж за Дэвида Кэмерона, австралийского гребца-одиночника, выступавшего на Олимпийских играх 1996 года в Атланте. В 2001 году получила получала юридическое образование в Griffith University в Брисбене. После окончания профессиональной карьеры Зали вернулась на Родину, где в 2003 году она родила сына Рекса, а после ещё одного — Реми. В 2007 году пара распалась. Однако Зали познакомилась с Тимом Ирвингом, отцом трех девочек, и они вместе воспитывают уже пятерых детей. В приоритете и работа: ныне Зали Стегалл занимается адвокатской практикой.
В 2004 году введена в спортивный Зал славы Австралии.